# Adlai Stevenson II
Adlai Stevenson II (født 5. februar 1900, død 14. juli 1965) var en amerikansk politiker, demokrat, "Always a candidate, never the president."
Han gik på Princeton University fra 1918–22, hvorefter han fortsatte på Harvard Law School, dog uden at afslutte studiet. Stevenson var ud af en familie af politikere. Hans bedstefar var vicepræsident under Grover Cleveland. Stevenson begyndte at interessere sig for politik omkring 1930 og dyrkede især udenrigspolitikken, som ikke var særlig populær i amerikansk politik på det tidspunkt. I 1948 blev han guvernør i Illinois, en post, han holdt indtil 1953. I 1952 og 1956 stillede han op i præsidentvalget mod krigshelten Dwight D. Eisenhower, men tabte hver gang. Ved valget i 1960 støttede han John F. Kennedy, som efterfølgende udnævnte ham til ambassadør ved FN, en post han sad på de sidste fire år af sit liv indtil 1965. I den periode talte han varmt for betydningen af internationalt samarbejde.